# Grotte de Dargilan
La grotte de Dargilan, (surnommée « la grotte rose du Causse noir ») est située en Lozère à proximité de Meyrueis sur le causse Noir.
Elle est découverte à la fin de l'automne 1880 par Sahuquet, un jeune berger alors à la poursuite d'un renard. Cependant il faut attendre 1884 pour que le spéléologue Édouard-Alfred Martel vienne une première fois pour commencer l'exploration de la grotte. Mais c'est seulement le 22/23 et 29/30 juin1888 que Édouard-Alfred Martel et une petite équipe en fasse une exploration pratiquement complète. Il sera notamment accompagné de Louis Armand qui est forgeron de métier et qui a donné son nom a l' Aven Armand sur le causse Méjean en Lozère également. 
Grâce au travail de Louis Armand, de Édouard-Alfred Martel et du Club Alpin Français, Dargilan devient la première grotte de France aménagée et ouverte au public, et ce dès 1890, avant même le gouffre de Padirac. L'aménagement était composé de onze échelles en fer, de nombreux crampons et mains-courantes.
La propriété immobilière de Dargilan fut transmise a M. Schitz et Consorts en 1890 et c'est à partir de là que des visites sont mises en place. Les premières visites se faisaient avec des bougies. C'est seulement à partir de 1910 que cela va changer. La grotte va se lancer dans l'électrification non sans mal de celle-ci pour que les visites se fassent éclairer électriquement.   
En 1932 sous l'impulsion de Aimé Cazal, Louis Balsan va venir continuer l'exploration de Dargilan sur la partie basse de la cavité. L'exploration va continuer jusqu'aux années 2010 grâce à la volonté de Aimé Cazal mais également de la famille Passet actuellement propriétaire de Dargilan.  

## Spéléométrie
La dénivellation de la cavité est de 107 m (-80,50 ; + 26,50) pour un développement de 2 108 m.

## Géologie
La grotte s'ouvre dans les calcaires du Bathonien supérieur (Jurassique).

## Description
Encore en activité, la grotte de Dargilan est réputée pour la variété des concrétions qu'elle renferme. Outre les spéléothèmes classiques, tels que stalactites et stalagmites, deux colonnes âgées de 500 000 ans se détachent sur une paroi de 200 mètres de long et 18 mètres de hauteur qui est entièrement recouverte de draperies. 
Au plafond de la salle supérieure, marquée par un effondrement vieux de 35 000 ans, pendent des multitudes de fistuleuses ou macaronis, concrétions tubulaires qui précèdent la naissance des stalactites. 
Plusieurs salles inférieures suivent l'ancien cours d'une  rivière qui se trouve actuellement à 120 mètres au-dessous de la grotte et se jette ensuite dans la Jonte. L'eau s'y accumule encore dans des gourgs peu profonds, avant de rejoindre par infiltration le cours actuel de la rivière.
La grotte de Dargilan est également connue pour ses couleurs. L'oxyde de fer la teinte ici en rose, plus loin dans un brun soutenu. L'oxyde de manganèse mêle du gris à ces couleurs chaudes. On peut voir aussi divers ocres et du blanc.

## Galerie

Grotte de Dargilan
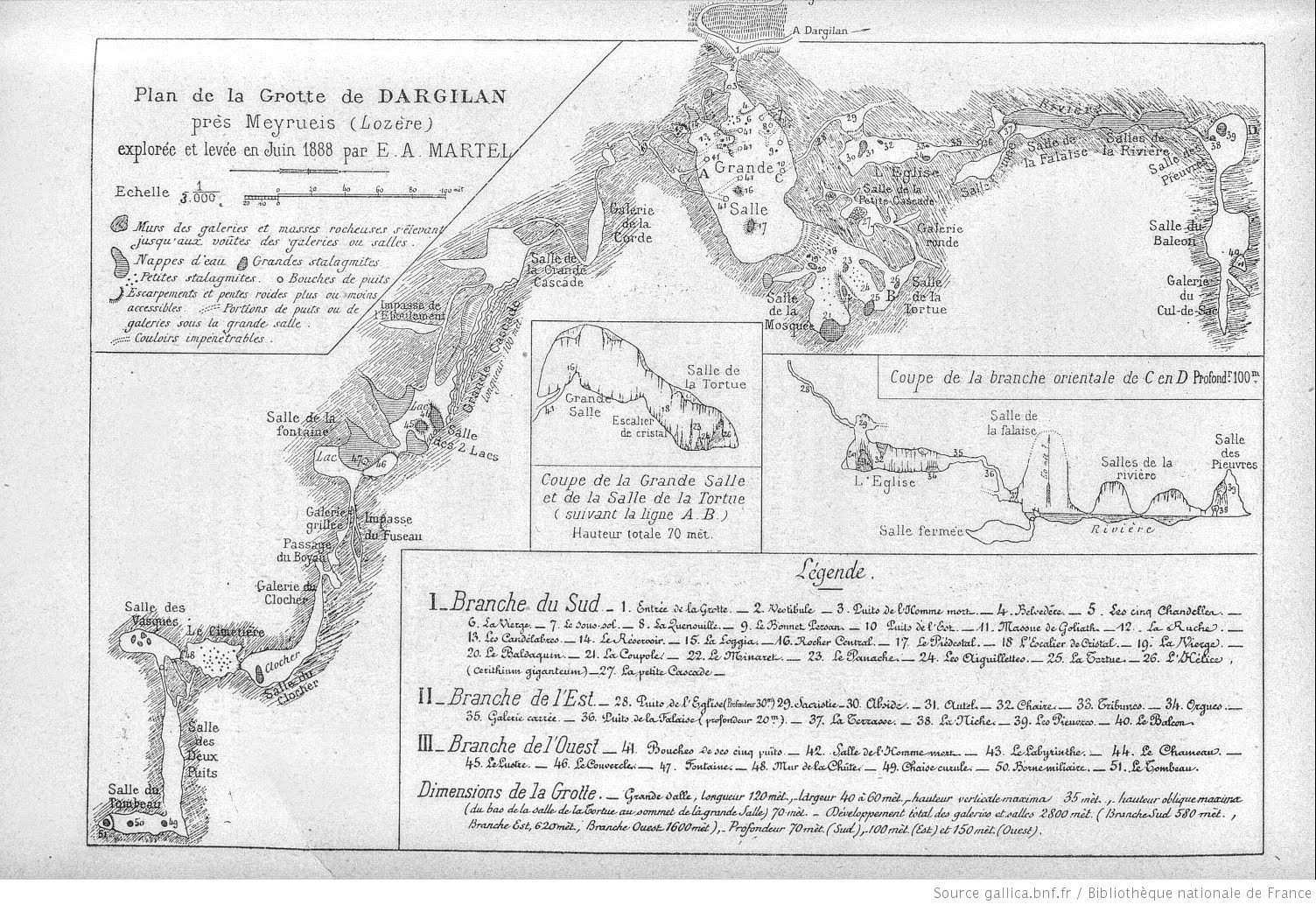
Plan de la grotte levé par E.A. MARTEL en 1888
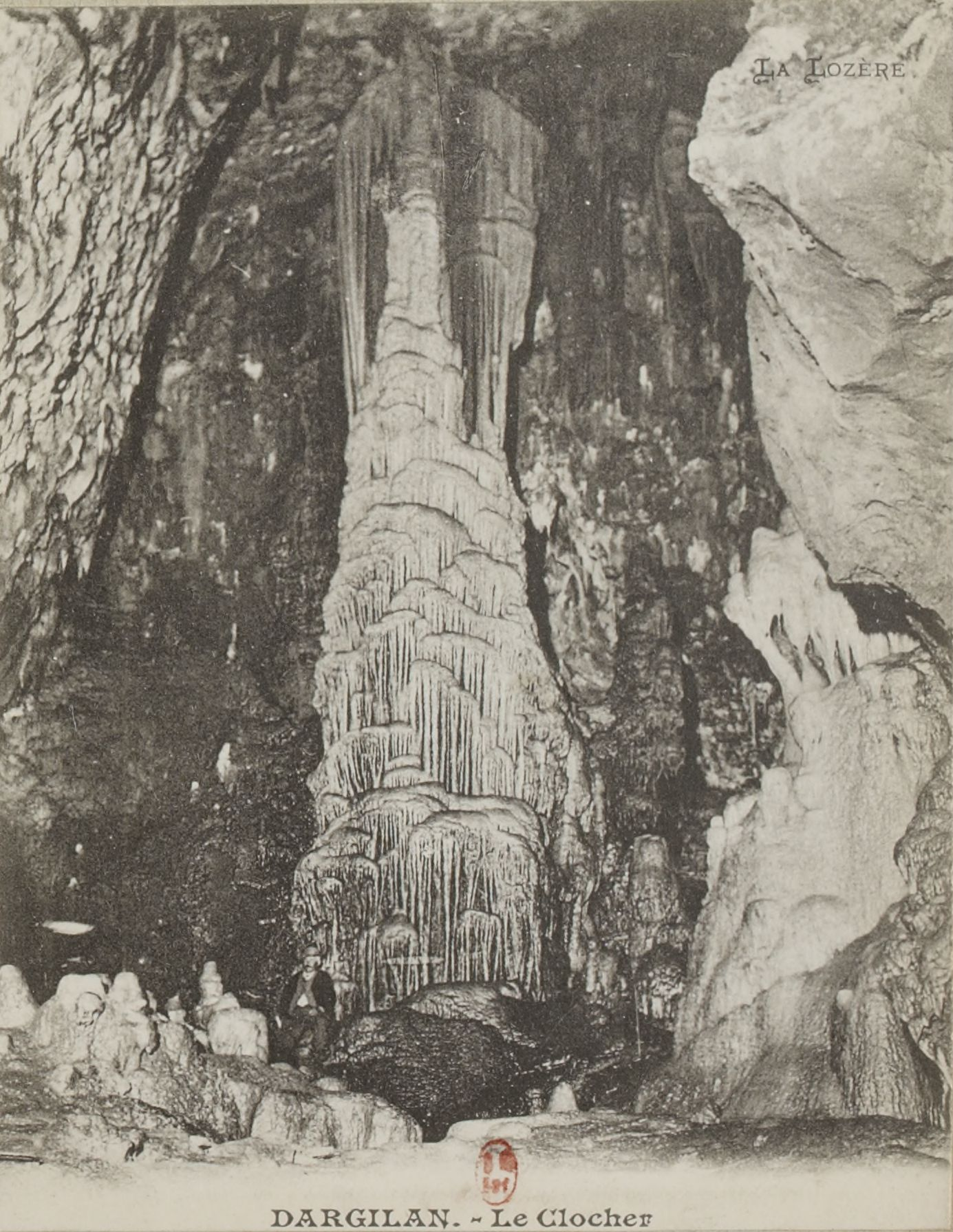
Carte postale du "clocher" (15 m de haut et 9 m de circonférence) (entre 1899 et 1909)
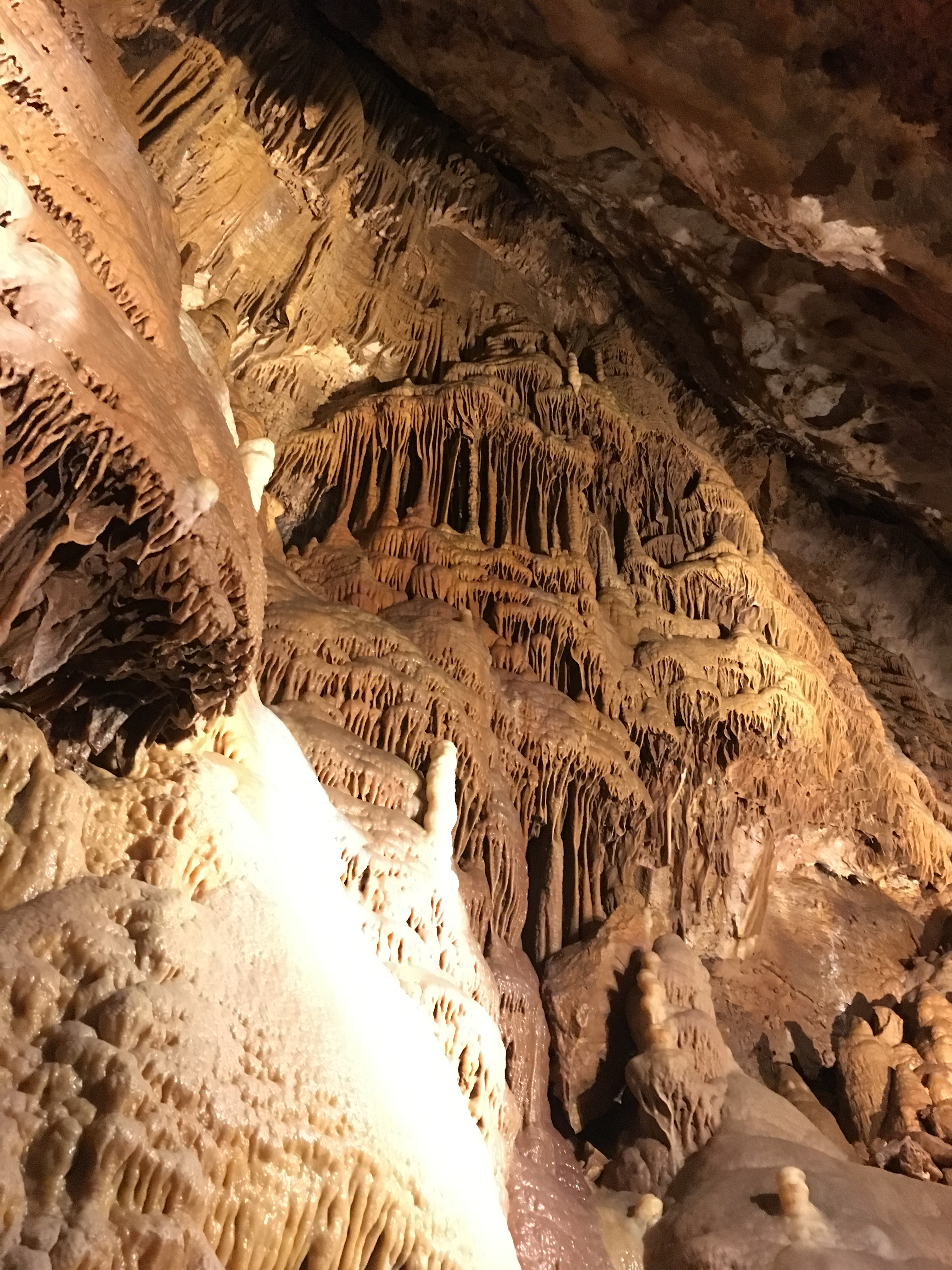
Draperies du mur de méduse
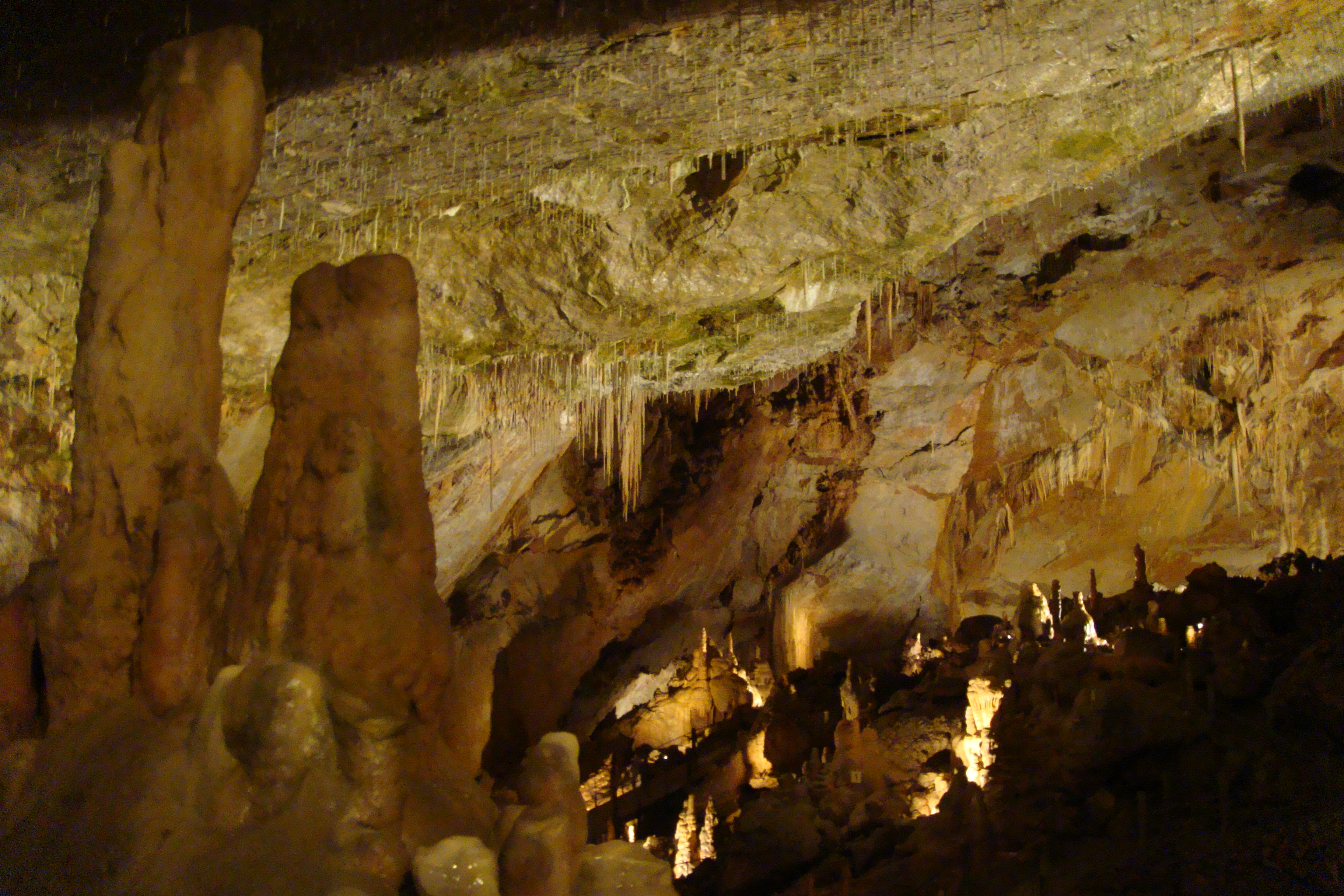
Stalagmites et stalactites
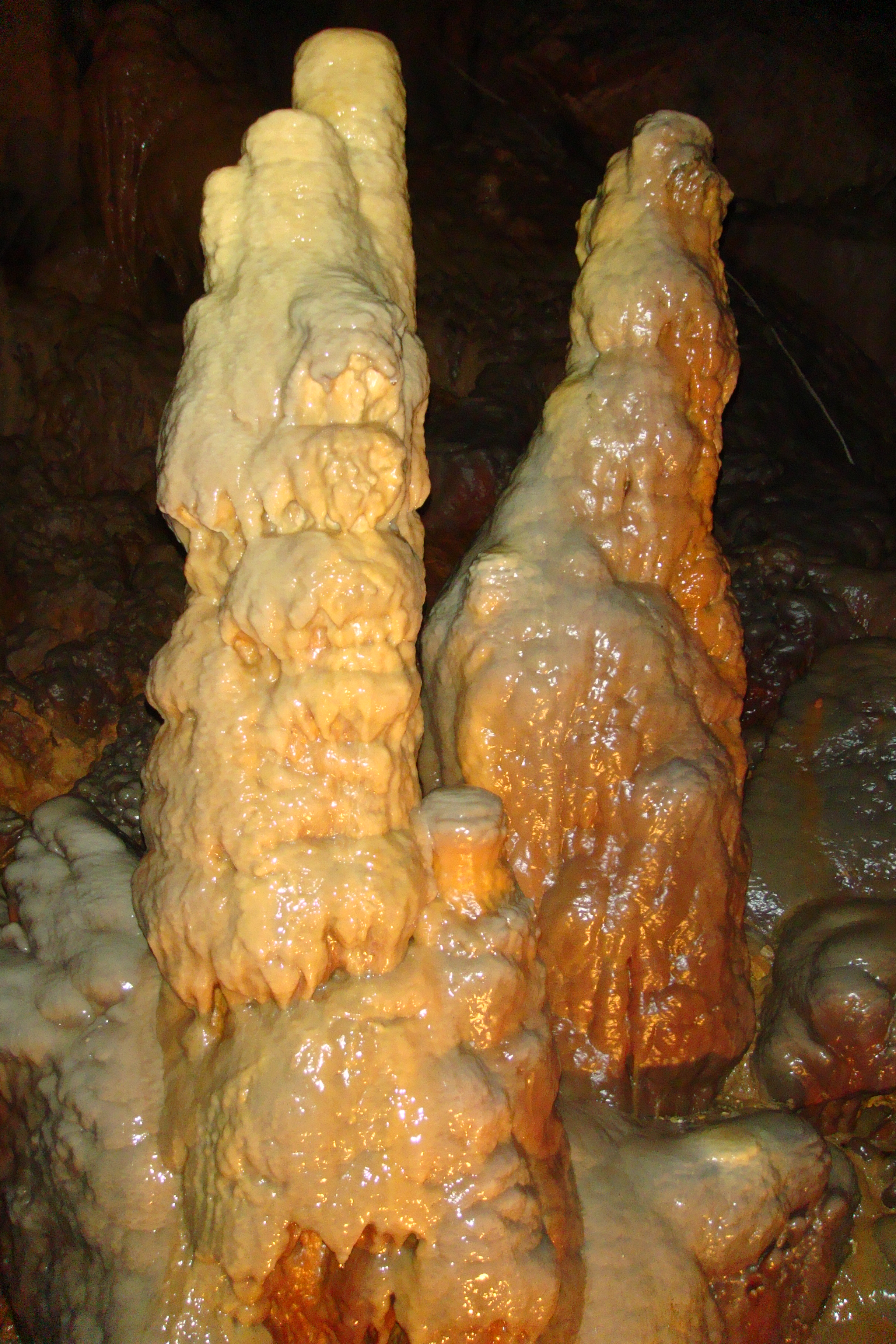
Stalagmites
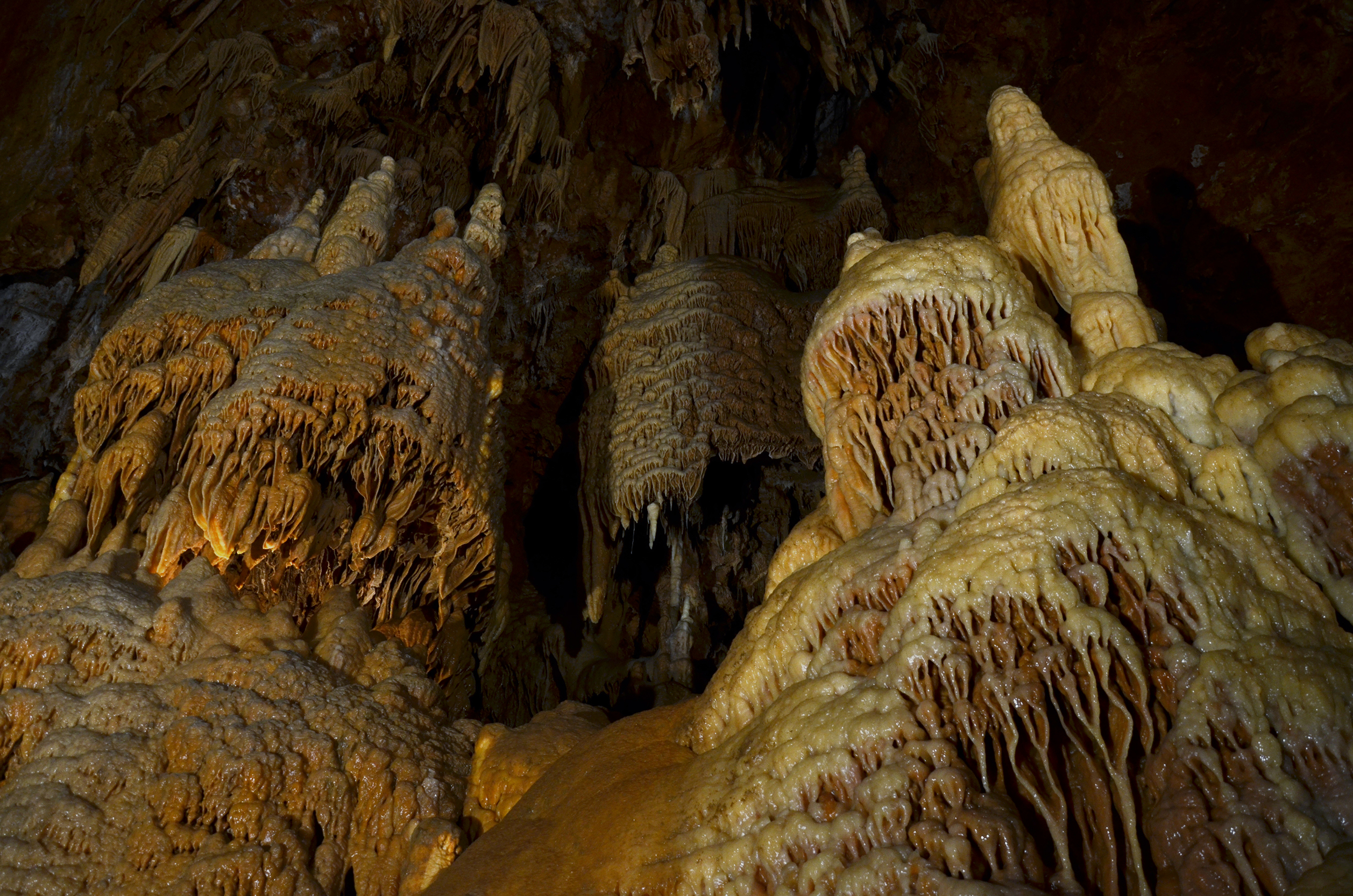
Détail de concrétions

## Classement et listes
La grotte de Dargilan est un site classé depuis le 21 juillet 1941.
En 1999, un dossier de 18 sites et 24 grottes à concrétions du Sud de la France est proposé pour une inscription sur la liste indicative du patrimoine mondial naturel, antichambre de la liste du patrimoine mondial,. En octobre 2001 un avis défavorable est émis par l'union internationale pour la conservation de la nature (UICN). Fin 2005, l'État français pense représenter une demande d'inscription. En 2007, le projet est retiré et l'Association de valorisation des cavités françaises à concrétions (AVCFC) regroupant 23 cavités du Sud de la France est créée.